# ブルーローズ (TRPG)
『ブルーローズ』は、朱鷺田祐介とスザク・ゲームズによって製作されたトレジャーハンター物のテーブルトークRPG (TRPG)。ログインテーブルトークRPGシリーズの1つとして、2002年にエンターブレインから書籍版として発売された。

## 概要
21世紀初頭の地球を舞台に、超古代文明のオーパーツの争奪戦を描いた現代アクションもののTRPG。プレイヤーキャラクター（PC）は悪意ある者たちからオーパーツを守る組織「ローズ財団」のエージェントとなり、世界各地の古代遺跡を舞台に様々な敵対勢力のエージェントと渡り合う。ゲームの全体像は、たかしげ宙の漫画『スプリガン』の影響を大きく受けている。
オーパーツをはじめとした強力なオーバーテクノロジーや、オカルトな超能力・魔法などは存在はするものの、PCたちが超常的な力の使い手であることは稀で、現実に存在する兵器や道具を駆使して未知のパワーに立ち向かうという、映画『インディ・ジョーンズ』のようなノリが基本になっている。
現実に存在する兵器や車種のデータが豊富で、それを運用するための銃撃戦やカーチェイスのルールが詳細に記されていることから、『ガンドッグ』が発売されるまではガンアクション物のTRPGとして注目されていたところもある。

## システム

### キャラクターメイキング
キャラクターの作成はクラス制に属する。8種類の天体と12種類の星座の中からそれぞれ1つずつを選択し、これによりキャラクターに備わった「運命」が決定される。この運命が『ブルーローズ』におけるキャラクタークラスとなる（8種類の天体ごとに12種類の星座の組み合わせごとに運命が設定されているので、運命の数は8×12＝96種類存在する）。
キャラクターはこの運命を2つ習得する。同じものを2つ習得しても、違うものを1つずつ習得してもよい。
運命により、キャラクターの能力値や技能、背景設定が決定される。

### 行為判定
行為判定は上方判定に属する。六面体サイコロ2つの出目の合計（以下、2D6と表記）と、行為判定に使用する能力値と技能値を足し合わせたものがゲームマスターの提示した目標値以上ならば、行為判定は成功とみなされる。2D6の出目がゾロ目だった場合は、プレイヤーは再度2D6を振りその出目を更に足すことができる（いわゆる無限ロールの形式である）。
また、1回の行為判定において、2d6の出目は3以下が一度でも出た場合は「大失敗」となり、行為判定は必ず失敗する。ゾロ目による振り足しはこの大失敗が発生する確率を高めるというリスクもある。そのため、プレイヤーはあえてゾロ目が出ても振り足さないという選択を取ることも可能である。
このような行為判定のルールを、『ブルーローズ』では「エキサイティングロールシステム」と呼んでいる。

### カード
『ブルーローズ』には3種類のカードが同梱されていて、それらはゲーム中に頻繁に使われる。

#### 星座カード
全12枚が付属。星座カードはプレイヤーが手札として2枚まで所有でき、これを場に提出することでカードに書かれた特殊効果を発動することができる。
星座カードは毎シーンの冒頭にプレイヤーが所持しているカードが回収され、シャッフルしなおして新たに2枚ずつが全員に配布される。つまり、シーンごとにカードを使いきるように意識しないと損になると言える。
星座カードはプレイヤー間で手札を交換したり、与えたりすることも可能である。

#### 天体カード
全8枚が付属。「運試し判定」に使用する。
「運試し判定」とは、PCたちの特技や判断とは無関係に純粋な運の良し悪しを判断するための判定で、敵とのランダム遭遇などに使用される。
運試し判定の方法はシャッフルされた天体カードからカードを1枚引くというもので、そこに描かれた天体が象徴する運勢に適した結果がPCに降りかかるというものになっている。いわば、星占いを極端にシンプルにしたルールである。

#### ゾディアック・メンバー・カード
全12枚が付属。PCが所属する組織である「ローズ財団」の実力者である12人の「ゾディアック・メンバー」のイラストがそれぞれ描かれたカード。
ゾディアック・メンバーは1人1人につき、PCを支援する能力を個別に持っている。ゾディアック・メンバー・カードを持つPCはそのカードに対応したメンバーの支援を受けることができる。この支援能力は非常に強力なものであり、ヒーローポイントとしての役割もある。

### 《夢と希望》
《夢と希望》は『ブルーローズ』におけるヒーローポイントの1つである。このポイントを消費することで、行為判定のサイコロの数を増やしたり、失敗した判定をやり直すことができる。

### シナリオの進行
シナリオの進行にはシーン制が採用されている。
また、1回のセッションはゲーム前ブリーフィング、ゲーム・パート、ゲーム後ブリーフィングの3つのフェイズに分けられ、1回のセッションで1本のシナリオを確実に消化することを目指す仕組みになっている。

### アクション・シーン
戦闘やカーチェイスなど、秒単位の短い時間で状況がめまぐるしく変わるシーンでは「アクション・シーン」と呼ばれる特別なシーンが発生する。
アクション・シーンでは10秒刻みのアクション・ターンにて進行管理を行い、キャラクターの一挙一動を細かく描写できる緻密なルールになっている。しかし、その緻密さは煩雑さにもつながっているため、『ブルーローズ』のアクション・シーンは気軽に起こせないという弱点もある。そこで、射撃や移動に関する処理を簡易化した「シネマティック処理」と言われるルールをゲームマスター (GM) は任意に導入することが可能である。シネマティック処理とは、映画のヒーローのようにキャラクターを派手なアクションで活躍させることを念頭においたルール運用法であり、GMはアクション・シーンごとにシネマティック処理を使うか使わないかを選択することができる。
また、ゲームの特性上、カーチェイスなどの「追いかけっこ」が頻繁に発生するため、キャラクター同士の相対距離を抽象的に表すことができる「ステータス・バー」と言われる道具が用意されている。これにより、追いかけっこをしているキャラクター同士の距離の変化を事細かに毎秒ごとに計算するような手間からは解放されるようになる。

### 運搬ルール
宝探しをテーマにしている『ブルーローズ』では、アイテムの運搬に関するルールが非常に重要なものとして位置づけられている。
『ブルーローズ』では、あらゆるアイテムに関して取り回しづらさを示す数値である「Enc値」が設定されている、Enc値は物体の「重量」と「形状」から導きだされる数値で、これが高いほど持ち歩きにくい物品となる。キャラクターは能力値よりいくらまでのEnc値のアイテムを支障なく持ち歩けるかが決まっており、それを超えるアイテムを持っているとペナルティを食らう。

## 世界設定

### シームレス・ワールド
『ブルーローズ』は「秘密結社同士のオーパーツの奪い合い」を扱った冒険活劇ゲームではあるが、オーパーツに関係するところ以外は、できる限り現実の世界の事象をそのまま扱うことが推奨されている。例えば、冒険の舞台に架空の国や架空の古代文明の遺跡を出すのではなく、現実の国に存在する遺跡で、現実の伝説に語られているような超古代文明関係のオーパーツを出した方が良いというような考え方である。また、シナリオの舞台となる国の情勢なども、"ゲームプレイを行っているリアルタイムの時点でのその国の政治状況"をそのまま採用するようなスタンスもとっている。
『ブルーローズ』ではこの世界観を、「シームレス・ワールド」と呼んでいる。つまり、リアルとフィクションに明確な境目を求めない地続き（シームレス）な世界観ということである。
このシームレス・ワールドの考え方は、オーパーツの争奪戦という"大きな嘘"をより強調させるためのテクニックにもなっている。

### シャドウ・ウォーズ
世界各地に眠っているオーパーツを巡った秘密結社たちの奪い合いのこと。一般市民にはシャドウ・ウォーズの存在は隠蔽されている。現在、シャドウ・ウォーズには以下の5つの組織が参戦している。

#### ローズ考古学財団
世界中に散らばるオーパーツを危険なものとみなし、それを管理するためにオーパーツを集めている組織。本拠地はイギリスにあり、全世界に支部を持つ。
表向きはごく普通の考古学財団だが、オーパーツに関する研究部門であるブルーローズ部門というものを持っており、この部門にはオーパーツ回収を行うプロのトレジャーハンターたちも属している。シャドウ・ウォーズでは、彼らブルーローズ部門のトレジャーハンターたちが他の組織とオーパーツの奪い合いを展開することになる。全てのPCは、このブルーローズ部門の一員とされている。

#### シュープリーム
超国家的な軍産複合体。様々な国の軍隊に根を下ろし、特に米軍と関係が深いようである。
シュープリームは一般社会よりも優れた科学技術を有しており、それを使用してサイボーグ兵士や超兵器を秘密裏に生産している。シャドウ・ウォーズではこのような改造兵士たちの軍隊を派遣する。
シュープリームの目的は混迷する世界に新秩序を樹立しようという壮大なもので、そのための力としてオーパーツを求めている。

#### 銀の暁
「ぎんのあかつき」と読む。ヨーロッパを原点とする伝統的な魔術結社で、魔術の源を超古代文明に求めている。魔術師、妖精、人狼、吸血鬼など伝承の中に存在する者たちが構成員におり、シャドウ・ウォーズではこのようなオカルティックな者たちを派遣する。
銀の暁の目的は混迷する世界を真の叡智で統べようという壮大なもので、そのための力としてオーパーツを求めている。

#### 龍三合
「りゅうさんごう」もしくは「ドラゴン・トライアッド」と読む。国際的なチャイニーズ・マフィアであり、社会的、経済的な力が強い。シャドウ・ウォーズでは金やコネの力を使って搦め手で攻めてくることが多いが、気や東洋呪術の使い手などの実行部隊の力も侮れない。
龍三合の目的は混迷する世界に東洋の知恵とボーダレス・マネーで新展開を与えようという壮大なもので、そのための力としてオーパーツを求めている。

#### セレスティアル・ゲート
カルフォルニアを拠点に活動する国際的啓蒙団体。宗教と科学を融合させたようなニューエイジ系の団体であり、過激なまでの環境保護と常軌を逸した自己啓発を目的としたワークショップを開催している。
セレスティアル・ゲートの目的は、混迷する世界を生き抜くために人類がより高いステージに到達するべきだという壮大なもので、そのための力としてオーパーツを求めている。
構成員の中には本物の霊能力や超能力や前世の力に目覚めたものもおり、シャドウ・ウォーズの実行部隊には彼らが派遣されている。また、怪しげなマッドサイエンス技術を有しており、SFアニメに出てくるようなスーパーロボットや変身ヒロインを戦力として現実に有している。
他の組織との明確な違いは、シャドウ・ウォーズやオーパーツの存在を堂々と世間に公開していることである。しかし、世間には電波系、トンデモ系の怪しげな団体と扱われているせいで彼らの語る内容は世間的には一笑に付されており、真面目に取り扱われていない。だが、この秘匿を行おうとしない態度はシャドウ・ウォーズに参加するほかの組織にはストレスを与えるものでもあり、セレスティアル・ゲートはシャドウ・ウォーズの中では予想のつかないジョーカーのような存在である。

## 作品一覧
- ブルーローズ（基本ルールブック。ISBN 978-4757707788）
  - 中東地域を舞台にしたキャンペーンシナリオ『イスカンダル』の発売予定があることが基本ルールブック発売後にアナウンスされたが、2009年10月現在、末発売の状態である。また、Role&Roll誌Vol60（2009年9月発売）で、ルール第二版が開発中であることが発表された。